# Matthew Stewart, 2. Earl of Lennox
Matthew Stewart, 2. Earl of Lennox (* um 1470; † 9. September 1513 in der Schlacht von Flodden Field) war ein schottischer Adliger aus der Familie Stewart.
Matthew war ein Sohn des John Stewart, 1. Earl of Lennox und dessen Gemahlin Margaret Montgomerie. Er folgte seinem Vater 1494 als 2. Earl of Lennox. Er fiel 1513 in der Schlacht von Flodden Field.
Der Earl war zweimal verheiratet. In erster Ehe mit Margaret Lyle, Tochter von Robert Lyle, 2. Lord Lyle. Aus dieser Ehe ging eine Tochter hervor. Seine zweite Ehefrau war Elizabeth († 1531), Tochter des James Hamilton, 1. Lord Hamilton und dessen Gemahlin, der schottischen Prinzessin Mary Stewart. Die Ehe mit der Enkelin König Jakobs II. rückte seinen Sohn näher an den schottischen Thron. Mit Elizabeth hatte er die folgenden Kinder:
- John Stewart, 3. Earl of Lennox (1490–1526)
- Margaret, ⚭ (1) John Fleming, 2. Lord Fleming, ⚭ (2) Alexander Douglas, 6. Laird of Mains
- Elizabeth, ⚭ Sir Hugh Campbell of Louden
- Catherine, ⚭ John Colquhoun of Glens
- Mungo
- Agnes, ⚭ William Edmondstone of Duntreath